# Trīsciems
Trīsciems es un barrio de la ciudad de Riga, Letonia.

## Superficie
Posee una superficie de 11,319 kilómetros cuadrados (1131,9 hectáreas).

## Población
Hasta 2021 presentaba una población de 1195 habitantes, con una densidad de población de 105,5 habitantes por kilómetro cuadrado.

## Transporte

### Rutas
- Autobús: 29.[1]